# 贴沙河
30°16′18″N 120°11′02″E / 30.2717826°N 120.183772°E贴沙河，又名城河，旧名裏沙河、后沙河、外沙河，位于中华人民共和国浙江省杭州市中心，贴沙河以西上城区和拱墅区以庆春路为界，以东为原江干区与上城区以清江路为界，清江路以北的河段为上城区与拱墅区的分界区域。贴沙河最早用于宣泄钱塘江的潮水，后作为杭州城墙的护城河，现在为杭州清泰水厂的备用水源。河流全長6.3公里，宽10至110米，地势南高北低，河水向北流淌。

## 历史

美国国会图书馆藏《浙江省垣坊巷全图》，其下侧（即城市東側）城墙外护城河即贴沙河

秦始皇統一六國後發動士卒開闢陵水道南到越地余杭，直抵錢塘江邊的柳浦，與對岸的西陵相望——隨著經濟社會的發展，錢塘江北岸的柳浦地位越發重要，隋代杭州州治最終遷移到了柳浦西側，當地人在秦代基礎截彎取直上修築了後來的清湖河，在清湖河西側形成聚落，清湖河在當時既是運河的交通要道，其堤防同時也是向東抵禦錢塘江大潮的海堤，到了唐代清湖河西側的聚落成為了錢塘縣的縣治所在。由於此時的杭州地面仍舊低於錢塘江的潮水水位，因而時常為潮水淹沒，因而至遲從唐代景龍四年（710年）開始杭州城就開鑿了最早的“沙河”以排出涌入城市的潮水，历代河道的位置会与钱塘江沙岸变迁有关。历史上，杭州市内由西到东有浣沙河、中河、东河、贴沙河等与钱塘江江岸平行的河段，因而有学者推测这些河道原本并非出于刻意修筑，本来只是海岸线迁移遗留下的以前海塘留下的遗迹，后来的京杭运河正好利用了原有河道。
貼沙河最早名為裏沙河，咸淳《臨安志》又作“运河”，俗称贴沙河，長期以來是杭州城市東界，古時由於河道中沙聚河灘，相鄰幾條河常合稱“沙河”或者“沙塘河”，很多名字都存在混淆，例如明成化《杭州府志》就将疑似贴沙河的河道称作“外沙河”。明清時期，貼沙河南起钱塘江边跨浦橋，经渾水閘、蕭公橋、清水閘、眾惠橋、欏木橋，在朱家橋轉西，北至艮山门由水门入城，曾经是大运河干线之一。據明嘉靖《仁和縣志》引唐《地理志》，唐咸通元年（860年），当时的杭州刺史崔彥开辟了三条沙河，分別為外沙河、前沙河和後沙河；而元代《苏诗注》同样引唐《地理志》，稱崔彥在咸通二年（861年）開三沙河，分別為外沙、中沙、裏沙河，這是贴沙河開鑿的最早的开凿記錄。貼沙河和龍山河在歷史上長期河一道充當杭州抵禦錢塘江潮水的屏障。宋代的施宿就称后沙河即里沙河，里沙河在各沙河之外最为贴近江边沙岸故名贴沙河。
到明代时，虽然沙河仍见诸史志，但明代的地图已不载，或许与河道部分废弃有关。明嘉靖九年（1530年），贴沙河当时已经年久失修不成样子，而杭州城内的河道狭隘拥堵，运河的船只往来繁忙，但城内的河面只能通行竹筏，因此城内交通极为不便。当时的工部汪大受受命到杭州解决这件事，一天他在城外江边问路的时候看到似乎是污渠的河道，当地的老人告诉他这是以前贴沙河，这些年几乎已经荒废。汪大受于是召集商贾集资重修贴沙河，工程从当年农历的九月十八日开工到十一月望日完工，運河起自江陽寺，終點在絡家跳，自此之后往来商旅交通大为畅通。到了清代，城外沙河沿岸已經形成市集，當時人們又稱貼沙河為城河。清代地图已有贴沙河之名，地方对于河道有过多次修治，到清末虽然贴沙河已经不再通航，但河道水质优良、水体清澈。

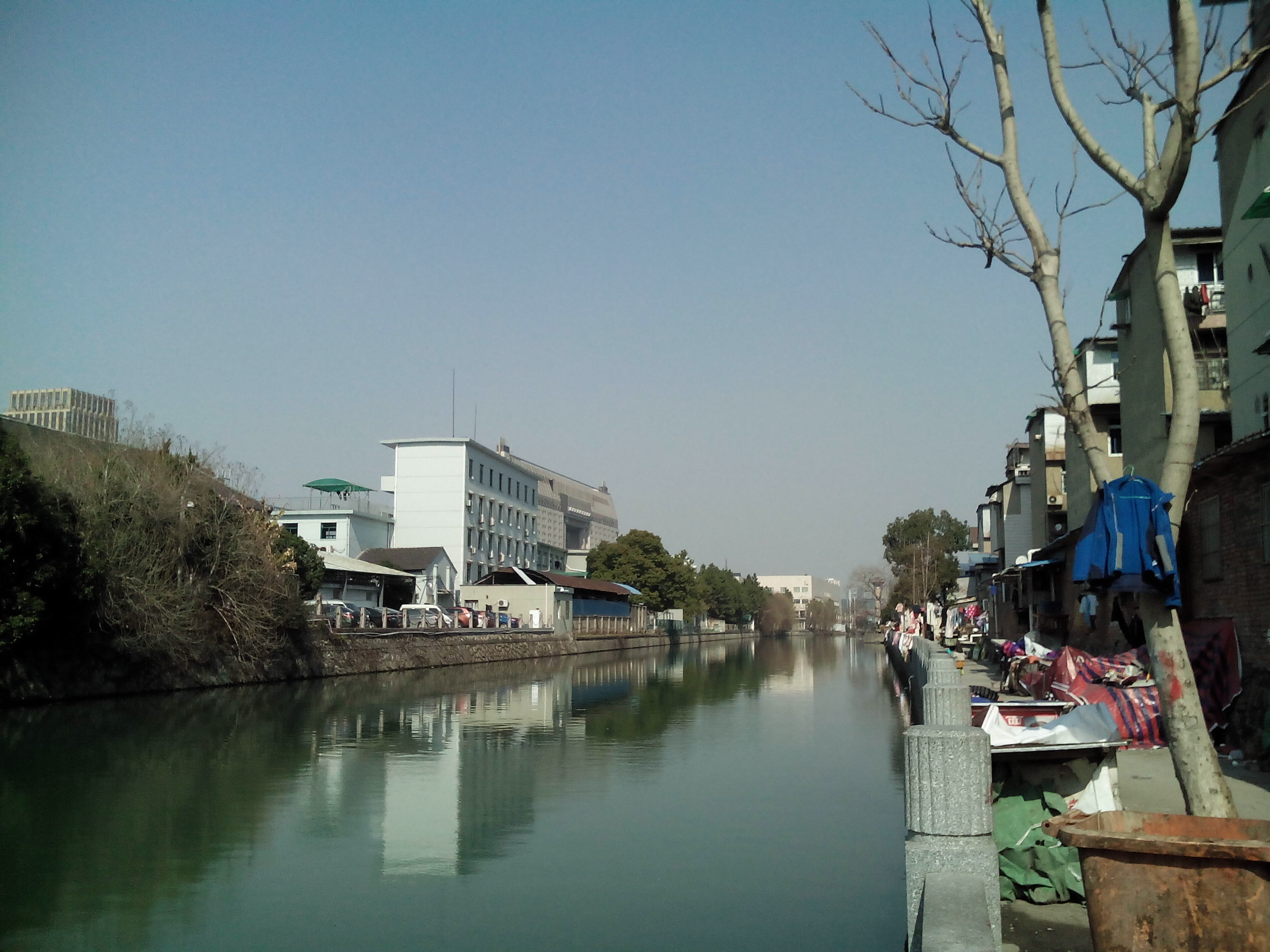
贴沙河于始板桥、城站火车站附近

清末光緒二十九年（1905年），在旅沪浙江同乡会支持下，汤寿潜与张元济等成立浙江铁路公司，開始修築滬杭鐵路，鐵路原本設定終點在艮山門並有支路至杭州日租界，汤寿潜後來在女婿馬一浮的說服下轉而同意将铁路修到了當時的杭州市中心。清光緒三十三年（1909年）鐵路宣告建成，新建的鐵路拆毀了部分杭州城牆以及清泰門，沿著貼沙河南至今天的杭州城站附近，並且延伸到了南星橋，貼沙河從此被納入杭州城內。1931年8月15日，清泰自來水廠建成以後，貼沙河成為了當時杭州的水源地並開始受到保護。旧时中河自钱塘江流入后在南星桥一带分岔，其中一路会流入贴沙河，1983年南星桥一带修建复兴立交引道时拦断了中河与贴沙河之间的水路，贴沙河也因此失去了原本的水源。今天的貼沙河北至艮山門艮山閘，南起直河头与新开河分流，全长6257米，水面宽25至70米。

## 河道整治

美国国会图书馆藏《浙江省垣水利全图》，标注有城河

贴沙河长期以来都是杭州城市的重要水源地，在1949年以後成為了杭州市的備用水源，水质较为优良，过去很多人会到河边洗澡、洗衣物、洗拖把，还有很多人会在河里游泳、钓鱼，对于水质保护造成不利影响，同时河道较深，溺水事故多发，因此全部河段都禁止游泳、钓鱼等行为，但是部分不文明现象仍是屡禁不止，有执法队伍巡逻执法。貼沙河末端艮山運河公園內的水池一閘接通京杭運河，二閘接通貼沙河，自2019年開始改造工程，預計將成為户外游泳基地對外開放。此外，近年来由于市民投入过量家养鱼类，破坏河道生态，导致河道内死鱼很多，因此禁止放生。

### 水質
2007年太湖蓝藻污染事件爆发后，上城区环保分局曾就贴沙河的水质进行现场采样测试，结果“溶解氧”指标不达标，证明水体自净能力较差，因而没有达到饮用水III类标准。2009年，杭州农业科技研究所对贴沙河微生物进行研究，依据Shannon-Wiener多样性指数判定贴沙河的水质为β-中污染状态，污染相对较轻，符合III类地表水环境质量标准。2014年，贴沙河下游河段曾经爆发微囊藻，水厂一度暂停抽取河水，水质测试没有检出微囊藻毒素，而藻类爆发在后来也得到控制。
目前贴沙河畔的清泰水厂主要通过钱塘江连接渠引流取水，水位过高时后钱塘江水会部分回流到贴沙河中，造成河道泥水淤积，因此贴沙河会定期进行清淤工作，水质保持在饮用水III类标准。2017年，上城区每天对贴沙河水质进行检测，测出上城段水质达到饮用水II类标准，同时望江街道在年内拆除了街道内生活污水的直排管道，不再有污水排入河道中。

### 近年大事
- 1999年，杭州市政府就对贴沙河河道进行过综合整治，拦截污水，引入绿化[24]。
- 2002年4月8日，贴沙河东岸、始板桥直街西侧的绿地遭当地拆迁户破坏[25]。
- 2006年2月27日，贴沙河畔城东公园內铜少女“幻”雕塑被盗窃，一个月后找回[26]；2007年3月24日，铜少女重新回到城东公园[27]。
- 2007年4-6月，杭州市排水有限公司河道分公司对于贴沙河在内的部分河道进行清淤疏浚工程[28]，后上游清泰水厂附近河段受到影响出现浑浊[29]。
- 2007年6月，贴沙河下游九曲桥两侧的河面发现桃花水母，同时临近的城东公园池塘爆发蓝藻[30]。
- 2011年夏，贴沙河作为杭州备用水源启用，每日提调5万立方米，供应城东、城中用水[31]。
- 2012年3月，河道内出现大量沙蚕，引起用水水质担忧，管理部门投放大量鱼苗以应对[32]。
- 2014年7月，贴沙河下游河段出现大量死鱼，市区河道监管中心回应“天气热、市民放生多”[33]。
- 2014年9月，贴沙河下游河段出现蓝藻爆发，暂时停止作为备用水源[34]。
- 2014年12月8日，上城区公布对贴沙河上游河段的综合整治方案，计划将贴沙河营造为综合景观[35]。
- 2017年，贴沙河附近上城區望江地区开始旧城改造，计划打造望江新城，贴沙河將會建成绿化景观带，同時始版橋也將成為“五水共治”公園，望江門外的海潮寺將會重建[36]。
- 2017年5-8月，上城區贴沙河始版橋河段開展大規模清淤工程[37]。
- 2018年9月，貼沙河入選杭州市首批市级“美丽河道”[38]。

### 方志
1. 1 2 3  沈朝宣 (编). . 明嘉靖己酉. 沙塘河，唐書地理志在錢塘縣舊治之南五里，潮水衝激江岸奔歡入城勢莫能禦名，咸通元年刺史崔彥曾開三沙河以決之，曰：外沙河并前沙河、後沙河。宋政和元年，郡守張閣表識其處近南有壇，今遣跡俱洲存者。（三沙河首尾俱在仁和堪方故載之）
2. 1 2  沈朝宣 (编). . 杭州. 明嘉靖己酉. 《復脩貼沙河記》左布政金陵顧鄰撰：惟杭古有貼沙河，久湮淤不治。嘉靖庚寅工部新安汪君来涖榷事，政若水流，人心孚洽，请興貼沙河之役。汪君曰，沙河利商且以利民，固說道也。然政在水利憲伯蔡君，我不敢專民，乃請之蔡君議相協合，乃命仁和錢塘二縣承簿岳溥曹官董其役，刻日鳩工，疏其湮淤，歸其侵軼，水由故道，堤坼梁壩，悉復舊蹟，不三月告成。筏行無留人，乃大悅，乃礱石請記於東橋。子東橋子曰：余忝司民事於茲土弗獲興利，而受成於二君，又敢泯其嘉績不以告諸後。按咸淳志：杭有二河，名裏沙，一名外沙，裏沙即貼沙也。杭城都會孔道，方二河並通時，行者猶以阻患自貼沙河，塞舟往集於一河，櫛比鱗次至壅閡莫進跬步，千里浹旬勿達。商民交病獻議者，或欲中分水道以限舟，復使不相沮竟干礙莫行。竊稽周官，凡升梁陂池咸有命吏，因時程功，莫有廢圮。故適國者見遭路弗治覘其政亂，其所由重遠矣，乃後世急簿書征斂而民務，是緩抑獨何哉？今二君於是役也，虛已以順民，因舊以成迹，同心以濟事，揆物以協情。且工費取之商，民不知擾；經區總之吏，商不告勞。一舉而眾美集，焉廣之人人，垂之世世？斯政之良也，烏可不紀？君名大受婺源縣人，蔡君名時新昌縣人，皆以進士起家，在浙多善政，因系之石，俾後來者知其世。
3. 1 2  潛說友.  三十五. 杭州. 宋度宗咸淳年間. 運河：南自浙江跨浦橋北自渾水閘蕭公橋清水閘眾惠橋欏木橋朱家橋轉西由保安閘至保安水門入城。（土人呼城外河曰貼沙河一名里沙河）⋯⋯外沙河：南自竹車門北去繞城東過紅亭稅務（今廢）前螺螄橋東至蔡湖橋與殿司前軍寨內河相合轉西至游奕寨前軍寨橋至無星橋與壩子橋河相合入艮山河沿城泛洋湖水轉北至德勝橋與運河相合。（舊志作外河，城外既有里沙河，則此河為外沙河明矣。今有外沙巡檢司）⋯⋯前沙河：在菜巿門外太平橋外沙河北水陸寺前，入港可通湯鎮赭山岩門鹽場。⋯⋯後沙河：在艮山門外壩子橋北。
4. ↑  裘璉;魏㟲 (编).  三十. 杭州. 康熙五十七年. 唐中宗景龍四年沙方漸漲地古平坦而州之司馬始開沙河者其時乃宋璟也。
5. ↑  鄭沄;邵晉 (编).  三. 杭州. 清乾隆甲辰年. 潘洞《浙江論》曰：胥山西北舊皆鑿石為棧道，唐景龍四年沙岸北漲，地漸平坦，桑麻植焉。州司馬李珣始開沙河，時河流去胥山未遠也；至于錢氏，隨沙移岸，漸至鐵幢新岸，去青山已逾三里，皆為通衢，居民甚眾；及今，紹興間紅臺沙漲，其沙又遠在香山西南矣。
6. 1 2  陳善 (编).  九. 杭州. 明万历七年. 舊運河：運河南自浙江跨浦橋，北自渾水閘、蕭公橋、清水閘、眾惠橋、欏木橋，朱家橋轉西，由保安閘至保安水門入城，土人呼其城外河曰貼沙河，一名裏沙河（咸淳志）
7. ↑  苏轼. 王十朋 , 编.  五. 望海樓晚景五則⋯⋯沙河燈火照山紅堯祖《唐地理志》：沙河塘縣舊治南五里，咸通二年，刺史崔彦曽聞昔潮水衝擊錢塘江岸，至於奔逸入城，勢莫能禦，故開沙河以决之，河有三，曰：外沙中沙裏沙
8. ↑  陳善 (编).  十七. 杭州. 明万历七年. 按錢塘郭外水，江、湖最大；自江分䟽為河者二，曰龍山河，曰貼沙河；自湖分洩為河者亦二，曰新河，曰下湖河。其貼沙河，即故稱運河新河，即故稱下湖也；又有餘杭塘河自餘杭縣東流七十里抵江漲橋，舊稱龍山；二河防在江潮，餘杭一河防在溪漲，惟下湖則有利而無患。
9. ↑  鄭沄;邵晉 (编).  十七. 杭州. 清乾隆甲辰年. 嘉靖庚寅，工部汪大受來蒞榷事于貼沙河，疏淤歸侵軼悉復舊跡（顧璘《修河事略·汪大受重開貼沙河記》：惟杭之關南有河焉，為城諸河咽喉，延十餘里而隘甚。舟筏鱗集，惟筏行最遲，為舟礙民，苦之，商亦病焉。歲庚寅四月既望，余銜命蒞杭榷事，悉其弊思以疏之，弗得計。一日間道江濱之地，見有黯黯汙渠若可溯而尋者，問之故老，曰：兹故貼沙河也，孰闢而湮世，遠弗聞。予集商于庭，告之以財力無從出，惟爾商鳩金予，擇人以司之，共成此功。僉應曰諾，遂與水利憲伯蔡公時議之。既克，協復謀諸總鎮，憲巡暨藩臬諸公皆樂贊成，乃復令商曰：濬河之役輿不踰時，而商所出金數其各視木數多寡傭值是資，宜備于預。越旬日，二百餘金以具，就命商程本祥、王恭、曹文修、胡文祐掌籍之，又募徒告之，曰：若受值以土丈尺，計勤怠，吾弗稽也。其各度為力，分土以授，皆如約。乃諏吉舉工，命錢塘縣丞岳溥、仁和縣簿曹官董之，予則間日以視相度其宜闢土為渠，疏淺為深，引曲為直，削廉角，壯隄岸，自九月十八日始事十一月望日訖工。始江陽寺終絡家跳，計七百八十有四丈，而遙兩岸相去計三丈至五丈有奇，而廣為人工以日計者凡一萬五千有奇。為費金以爾計者凡四百有奇，為橋四以利涉，規制以備筏可大行視前河益利商盡悅，舟人亦樂其無壅。予乃卜日，報成事焉。）
10. ↑  鄭沄;邵晉 (编).  三. 杭州. 清乾隆甲辰年. 繭橋市：⋯⋯謹按右二市前府縣志皆不載，然實仁和之大市也，外更有沙河沿市、新塘市、彭家埠市、白石廟市、枸橘衖市、俱在艮山門外所聚食貢亦不亞于沙田夾城，附記之以補前闕
11. ↑   四. 城外河凡五：⋯⋯城河（至新河壩止）⋯⋯自沙河入者二⋯⋯